# Dave Porter (compositeur)
Pour les articles homonymes, voir David Porter et Porter.
Ne doit pas être confondu avec David Porter (musicien).
Dave Porter est un compositeur américain qui a écrit le thème d'ouverture et la musique originale de la série télévisée Breaking Bad. Inscrit au Sarah Lawrence College, Porter a étudié la musique classique et la composition de musique électronique.
Pour son travail sur Breaking Bad, Porter a gagné un prix ASCAP. Dans une interview, Bryan Cranston (l'acteur principal de la série), qui dépeint le portrait de Walter White, a déclaré : « Avec sa musique, Dave Porter a créé un autre personnage pour Breaking Bad. Évocateur et riche de sens, le travail de Dave est un élément essentiel de la narration ». Porter a déclaré que les influences sur la musique de la série proviennent d'échanges avec Vince Gilligan, le créateur de Breaking Bad.
Pour les derniers épisodes de la série, Porter a incorporé quatre grands thèmes qui ont été utilisés dans les saisons précédentes.
Porter compose actuellement la musique pour le thriller criminel de la NBC, La Liste noire, ainsi que pour le spin-off de Breaking Bad, Better Call Saul. Il a également composé la musique de « El Camino ».
Porter a une femme, Jeanine, et un fils.

## Discographie
| Titre                                                            | Détails de l'album |
| ---------------------------------------------------------------- | --- |
| Breaking Bad : musique originale de la série télévisée           | - Sortie : 28 août 2012 - Label : Madison Porte Enregistrements - Formats : CD, vinyle, téléchargement numérique      |
| Breaking Bad : musique originale de la série télévisée, volume 2 | - Sortie : 22 septembre 2013 - Label : Madison Porte Enregistrements - Formats : CD, vinyle, téléchargement numérique |
| Better Call Saul : musique originale de la série télévisée       | - Sortie : 10 avril 2017 - Label : Madison Porte Enregistrements - Formats : CD, vinyle, téléchargement numérique     |